# مراقب شکاف بودن
مراقب شکاف بودن (انگلیسی: Minding the Gap) یک فیلم در سبک مستند به کارگردانی بینگ لیو است که در سال ۲۰۱۸ منتشر شد. این فیلم به تصویر روابط و زندگی سه دوست که در راک‌فورد، ایلینوی بزرگ شده‌اند و هر سه به اسکیت‌بردسواری علاقه‌مندند، می‌پردازد. وبگاه راتن تومیتوز به این فیلم نمره ۱۰۰٪ داده‌است و هیئت داوران جشنواره فیلم ساندنس ۲۰۱۸ جایزه بزرگ خود را به این فیلم اهدا کردند. فیلم در نود و یکمین دوره جوایز اسکار نامزد جایزه بهترین فیلم مستند شده‌است.